# Cigudosa-San Felices
Cigudosa-San Felices este o arie protejată (arie specială de conservare — SAC, sit de importanță comunitară — SCI) din Spania întinsă pe o suprafață de 6.752,28 ha, integral pe uscat.

## Localizare
Centrul sitului Cigudosa-San Felices este situat la coordonatele 41°54′48″N 2°01′08″W / 41.9134°N 2.0189°V.

## Înființare
Situl Cigudosa-San Felices a fost declarat sit de importanță comunitară în august 2000 pentru a proteja 7 specii de animale. Situl a fost protejat și ca arie specială de conservare în septembrie 2015.

## Biodiversitate
Situată în ecoregiunea mediteraneană, aria protejată conține 13 habitate naturale: Liziere de ierburi înalte hidrofile de câmpie și de nivel montan până la alpin, Vegetație gipsofilă iberică (Gypsophiletalia), Râuri mediteraneene cu debit permanent și vegetație de Glaucium flavum, Păduri de Quercus ilex și Quercus rotundifolia, Pante stâncoase calcaroase cu vegetație casmofită, Pajiști uscate seminaturale și facies de acoperire cu tufișuri pe substraturi calcaroase (Festuco-Brometalia) (* situri importante pentru orhidee), Matorral arborescenți cu Juniperus spp., Izvoare petrifiante cu formare de travertin (Cratoneurion), Galerii de Salix alba și de Populus alba, Pseudostepă cu ierburi și specii anuale de Thero-Brachypodietea, Pajiști carstice calcaroase sau bazofile, de Alysso-Sedion albi, Pajiști umede mediteraneene cu ierburi înalte de Molinio-Holoschoenion, Păduri iberice de Quercus faginea și Quercus canariensis.
La baza desemnării sitului se află mai multe specii protejate:
- mamifere (6): vidră de râu (Lutra lutra), liliac cu aripi lungi (Miniopterus schreibersii), nurcă (Mustela lutreola), liliac comun (Myotis myotis), liliacul mare cu potcoavă (Rhinolophus ferrumequinum), liliacul mic cu potcoavă (Rhinolophus hipposideros)
- pești (1): Achondrostoma arcasii

Pe lângă speciile protejate, pe teritoriul sitului au mai fost identificate 12 specii de plante, 5 specii de amfibieni, 7 specii de mamifere, 1 specie de pești.